# Havasi nyúlhere
A havasi nyúlhere (Anthyllis vulneraria subsp. alpestris) a hüvelyesek (Fabales) rendjébe, ezen belül a pillangósvirágúak (Fabaceae vagy Leguminosae) családjába tartozó nyúlszapuka (Anthyllis vulneraria) egyik alfaja.

## Elterjedése
A havasi nyúlhere elterjedési területe a Kantábriai-hegység, az Alpok, a Jura-hegység, a Kárpátok és a Balkán, Montenegróig.

## Megjelenése
A havasi nyúlhere 5-20 centiméter magas, erőteljes karógyökerű, évelő növény. Egyszerű, rásimuló szőrű szárai heverők vagy ívben felemelkedők. Tőlevelei lándzsás-elliptikusak, nyelesek, többnyire tagolatlanok, kopaszok. A szárlevelek páratlanul szárnyaltak, főleg a szár alsó felén találhatók, gyakran hiányoznak. A csúcsi levélke az oldalsóknál többnyire sokkal nagyobb és hosszabb. A fejecskevirágzat alatti murvalevelek közepükön túl ujjasan osztottak, többnyire rövidebbek, mint az elvirágzás után felfújt, hártyás, bozontos fehér szőrű, 12-19 milliméter hosszú csésze; az utóbbi csúcsa vöröses. A párta aranysárga, világossárga vagy fehéres, 15-20 milliméter hosszú, a csónak csúcsa egyszínű. A hüvely a csészében maradó, csupán egyetlen, 4-6 milliméter hosszú magot tartalmaz.

## Életmódja
A havasi nyúlhere a hegyvidéki-alhavasi és havasi övben 1000-2900 méter magasságban fordul elő, köves, többnyire mészben gazdag talajokon. Gyakran látható közepesen száraz vagy üde hegyi rétek sás- és gyeptársulásaiban, továbbá törmeléklejtőkön és sziklákon.

## Felhasználhatósága
A havasi nyúlhere a legfontosabb nyerstalajmegkötő növények közé tartozik, melyeket előörsként sokszor telepítenek lavinák vagy földcsuszamlások által feltépett felületekre, emellett jó takarmánynövény. A nyúlszapuka síkvidéki alfaja, az Anthyllis vulneraria subsp. vulneraria szintén jó takarmánynövény.
A havasi nyúlhere mint gyógynövény is kedvelt, elsősorban sebek gyógyítására használják. Szaponint, cser- és festékanyagot tartalmazó virágait kifőzik, a friss főzet sebek és nehezen gyógyuló fekélyek kitisztítására szolgál embereknél és háziállatoknál egyaránt. Teaként fogyasztva enyhe hashajtó, vértisztító és gyomorerősítő hatású.

## Szaporodása
A havasi nyúlhere virágzási ideje július–augusztus között van.
A növény nektár nélküli virágaiban a csónak és az evezők redősen annyira egybekapcsolódnak, hogy a virágra ereszkedő rovar súlyával az egészet lenyomja. Ekkor a ragacsos virágport hordozó porzók és a hosszú bibeszálak kiemelkednek a virágból, s a megporzást végző poszméhekkel és lepkékkel érintkezésbe kerülnek.

## Képek

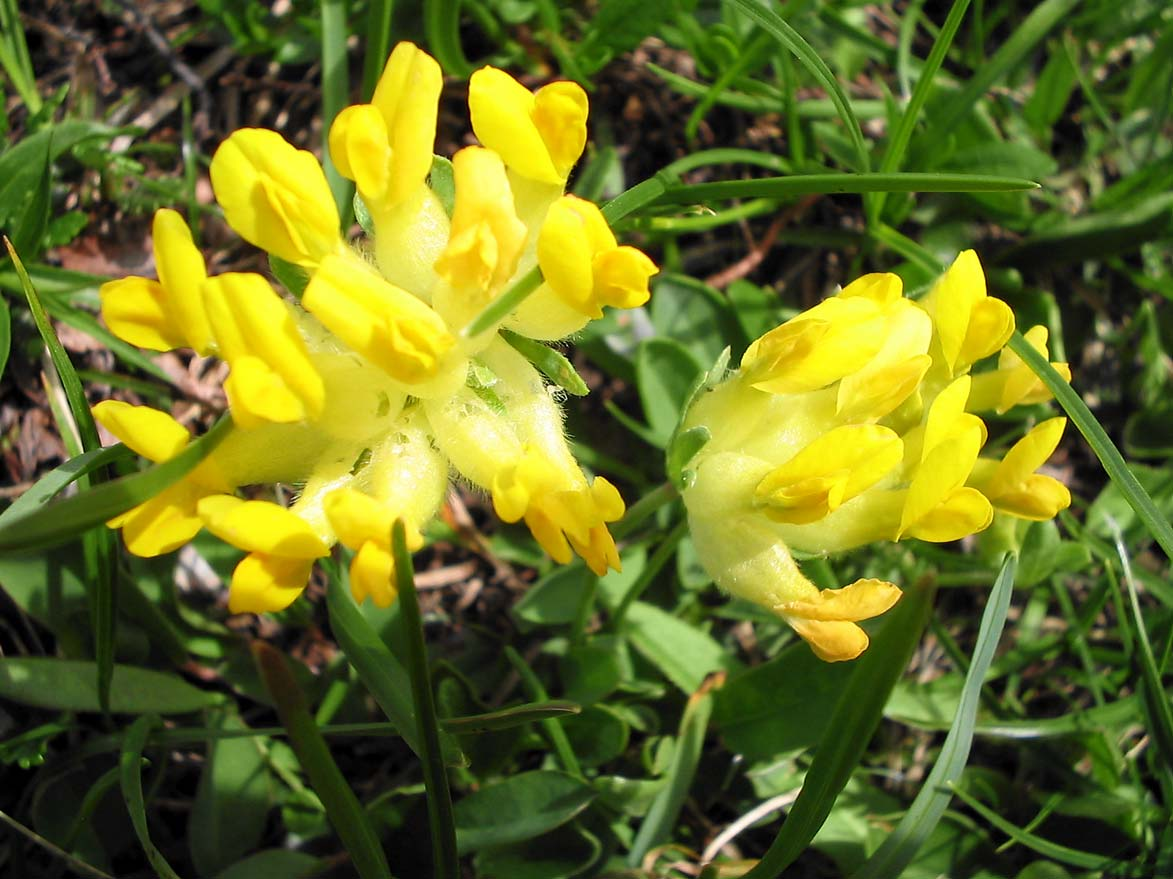
virágai közelről